# Change (In the House of Flies)
Change (In the House of Flies) ist ein Lied der US-amerikanischen Alternative-Metal-Band Deftones. Es erschien am 16. Mai 2000 als erste Single ihres dritten Studioalbums White Pony.

## Inhalt
Change (In the House of Flies) ist eine Alternative-Metal-Song, der von Stephen Carpenter, Chi Cheng, Abe Cunningham, Chino Moreno geschrieben wurde. Der Text ist in englischer Sprache verfasst. Change (In the House of Flies) ist in der Originalversion 4:59 Minuten lang, wurde in der Tonart G-Moll geschrieben und weist ein Tempo von 142 BPM auf. Die Version, die im Radio gespielt wurde, und die für das Musikvideo sind 3:56 Minuten lang. Produziert wurde das Lied von Terry Date im Tonstudio Record Plant in Sausalito. Change (In the House of Flies) war das erste Lied, welches die Bandmitglieder gemeinsam für das Album geschrieben haben. Laut Sänger Chino Moreno begann alles damit, dass er und der Gitarrist Stephen Carpenter gemeinsam Gitarre spielten und der DJ Frank Delgado dazu auf dem Keyboard spielte. Daraufhin schlossen sich der Bassist Chi Cheng und der Schlagzeuger Abe Cunningham an. Laut Moreno hätte niemand irgendeinem anderen gesagt, was er spielen soll. Es kam einfach aus den Musikern heraus.
Laut Chino Moreno ist Change (In the House of Flies) ein metaphorisches Lied. Der Hörer könne es buchstäblich deuten, wie der Protagonist einer Person dabei zusieht, wie sie sich in eine Fliege verwandelt. Der Protagonist nimmt diese Fliege dann mit nach Hause und entfernt ihre Flügel, während er dabei lacht. Der Protagonist entpuppt sich dabei als ein komplettes Arschloch und würde als Nachwirkung für sein Tun sein Leben verlieren.
| „Yeah, I watched a change in you It’s like you never had wings and you feel so alive I have watched you change“ – Refrain, Originalauszug | „Yeah, ich beobachtete eine Veränderung in dir es ist, als ob du nie Flügel gehabt hättest und du fühlst dich so lebendig Ich habe deine Veränderung beobachtet“ – Refrain, Übersetzung |

Am Tag der Albumveröffentlichung trat die Band mit dem Lied in der NBC-Late-Night-Show The Tonight Show mit David Letterman auf. Das Lied wurde in der Episode Stundenglas der TV-Serie Alias – Die Agentin während einer Exekutionsszene gezeigt. Darüber hinaus befindet sich das Lied auf den Soundtracks zu den Filmen Little Nicky – Satan Junior und Königin der Verdammten. Eine akustische Version ist auf der Deftones-Kompilation B-Sides & Rarities sowie dem Sampler MTV The Return of the Rock, Vol. 2 zu hören. Die englische Metalcore-Band Architects veröffentlichte im Jahre 2019 auf ihrer EP Spotify Singles eine Coverversion des Liedes.

## Musikvideo
Das dazugehörige Musikvideo wurde am 30. und 31. Mai 2000 in einer angemieteten Villa in den Hollywood Hills aufgenommen und zeigt die Band, wie sie das Lied während einer Party spielt. Die anwesenden Gäste sind freudlos und erschöpft. Einige tragen Masken mit Tierköpfen. Regie führte Liz Friedlander. Das Konzept des Videos ist laut dem Keyboarder Frank Delgado eine niemals endende Party, die bereits drei Tage andauert. Die Band würde dabei nicht im Fokus stehen. Eine der Darstellerinnen beschrieb die Prämisse des Videos, dass die Gäste seit drei Tagen auf Drogen wären.
Laut Sänger Chino Moreno hätte die Band im Vorfeld haufenweise Vorschläge für eine Handlung des Videos erhalten, doch die meisten wären überkünstlerisch oder einfach nur albern gewesen. Teilweise sollte die Band das Lied zwischen Skateboardern spielen. Alle Vorschläge waren entweder zu kompliziert oder zu einfach, so dass Chino Moreno und Bassist Chi Cheng das Drehbuch selbst schrieben. Das Video sollte zunächst in Chino Morenos Haus stattfinden.

## Titelliste
1. Change (In the House of Flies) – 4:58
2. Crenshaw – 4:49
3. No Ordinary Love – 5:32 (Original: Sade)

## Rezeption
Laut Andy Capper vom britischen Magazin New Musical Express wäre Change (In the House of Flies) „ein weiteres Beispiel für das massive Potential“ der Band. Es zeigt, wie die Band den „stadionverstärkenden Effekt von großen, fegenden Refrains versteht“. Deftones könnten „über jeglichen alten Blödsinn singen und würden trotzdem so klingen wie Mose, der die Zehn Gebote rezitiert“. Andy Price vom Onlinemagazin Guitar.com bezeichnete Change (In the House of Flies) als „monumentales Gothic-Meisterwerk“ und „Dichte definierendes“ Lied, welches sich zur Überraschung der Musiker zur meistverkauften Single mauserte. Markus Schleutermann vom deutschen Magazin Rock Hard beschrieb das Lied als „unglaublich intensiven“ und „schnell zugänglichen Hit“.

## Kommerzieller Erfolg

### Chartplatzierungen
| ChartsChartplatzierungen     | Höchstplatzierung | Wochen |
| ---------------------------- | ----------------- | ------ |
| Vereinigtes Königreich (OCC) | 53 (2 Wo.)        | 2      |

### Auszeichnungen für Musikverkäufe
| Land/Region                  | Auszeichnungen für Musikverkäufe (Land/Region, Auszeichnung, Verkäufe) | Verkäufe  |
| ---------------------------- | ---------------------------------------------------------------------- | --------- |
| Vereinigte Staaten (RIAA)    | 4× Platin                                                              | 4.000.000 |
| Vereinigtes Königreich (BPI) | Silber                                                                 | 200.000   |
| Insgesamt                    | 1× Silber · 4× Platin ·                                                | 4.200.000 |